# Jules Germain François Maisonneuve
Jules Germain François (eller Jacques Gilles Thomas) Maisonneuve (født 10. november 1809 i Nantes, død 9. april 1897 i Paris) var en fransk kirurg.